# Schwanthalerhöhe (métro de Munich)
Schwanthalerhöhe ((en allemand : U-Bahnhof Schwanthalerhöhe) est une station de la section commune aux lignes U4 et  U5 du métro de Munich. Elle est située sur la Heimeranstrasse dans le quartier de Theresienhöhe, près de la Theresienwiese, secteur du Schwanthalerhöhe à Munich.

## Situation sur le réseau

Plan du métro (2020).

Établie en souterrain, Schwanthalerhöhe est une station de passage du tronc commun à la ligne U4 et la ligne U5 du métro de Munich. Elle est située entre la station Heimeranplatz en direction des terminus : Westendstraße (métro de Munich) (U4) ou Laimer Platz (U5), et la station Theresienwiese, en direction des terminus : Arabellapark (U4) et Neuperlach Süd (U5).
Elle dispose d'un quai central encadré par les deux voies de la ligne du tronc commun U4 et U5. À l'est, la station a une jonction constituée d'une voie traversante et de deux parements. Elle sert d'une part de stockage et d'autre part de liaison avec la ligne U3 et la ligne U6.

## Histoire
La station, alors dénommée Messegelände est mise en service le 10 mars 1984. La station est conçue par les architectes Schnetzer et Großkopf. Elle est principalement située dans les graviers de l'Isarhöchrasse et est construite en recouvrant la tranchée ouverte afin que la foire puisse se poursuivre pendant le chantier. La couleur de base de la station de métro sans pilier est argentée et est combinée avec la couleur principale jaune et d'autres couleurs (principalement turquoise et jaune-vert), de sorte qu'une impression plutôt sobre est créée.
Elle est renommée de Schwanthalerhöhe en 1998, date à laquelle le Messe München déménage à Riem. Les groupes de personnages représentés graphiquement et les drapeaux de différentes nations sur les murs de la station de métro font référence à cet événement. Volker Sander est responsable des graphiques muraux, qui représentent les contours des visiteurs du salon. À ce jour, ils sont toujours présents dans la salle des quais, à l'étage et dans le tunnel de liaison vers l'ancienne entrée du salon.

## Service des voyageurs

### Accueil
À l'extrémité ouest, il y a trois accès à l'intersection entre la Heimeranstrasse et la Ganghoferstrasse ; deux d'entre eux à l'extrémité est de la Georg-Freundorfer-Platz. À l'extrémité est de la plate-forme, il y a un accès où la Ligsalzstraße rejoint la Heimeranstraße. L'entrée la plus à l'est se trouve au bout du long tunnel piétonnier, bien que l'escalier oriental ait dû être tourné dans sa direction après la conversion de l'ancien centre d'exposition en quartier résidentiel et d'affaires.

### Desserte
Schwanthalerhöhe est desservie par toutes les rames de la ligne U5 et, en heures creuses, s'intercalent les rames de la ligne U4.

Installations et desserte
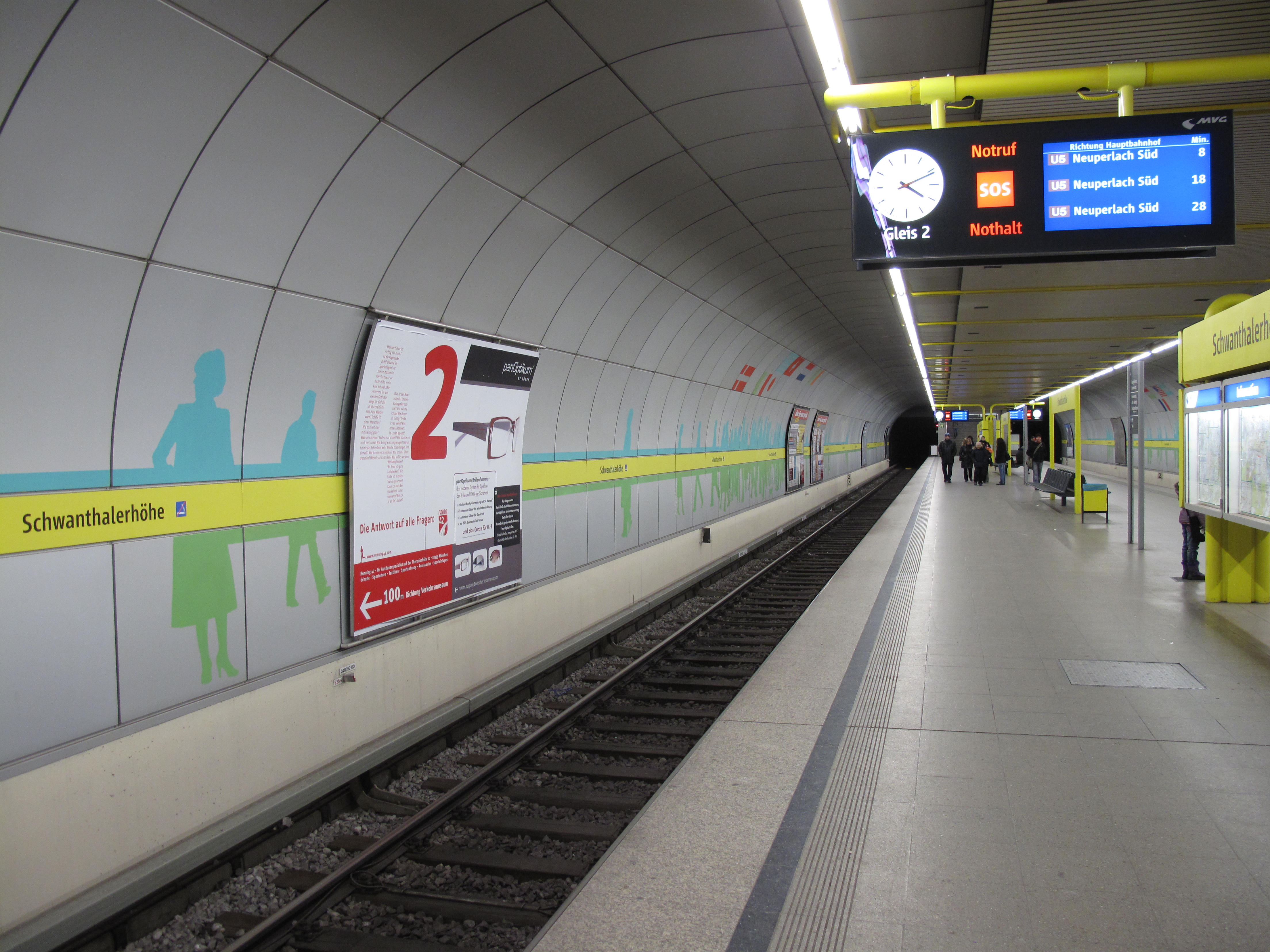
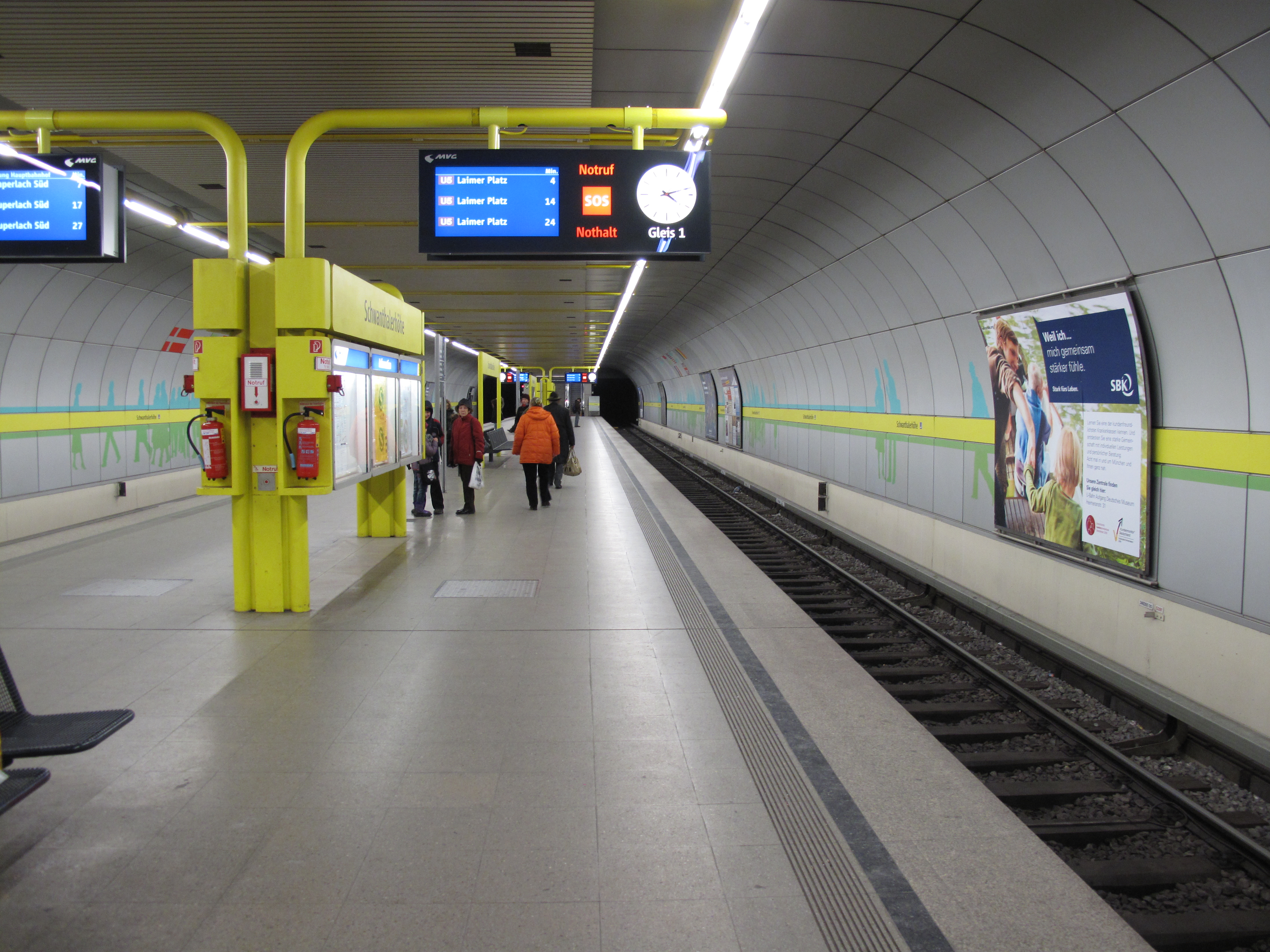
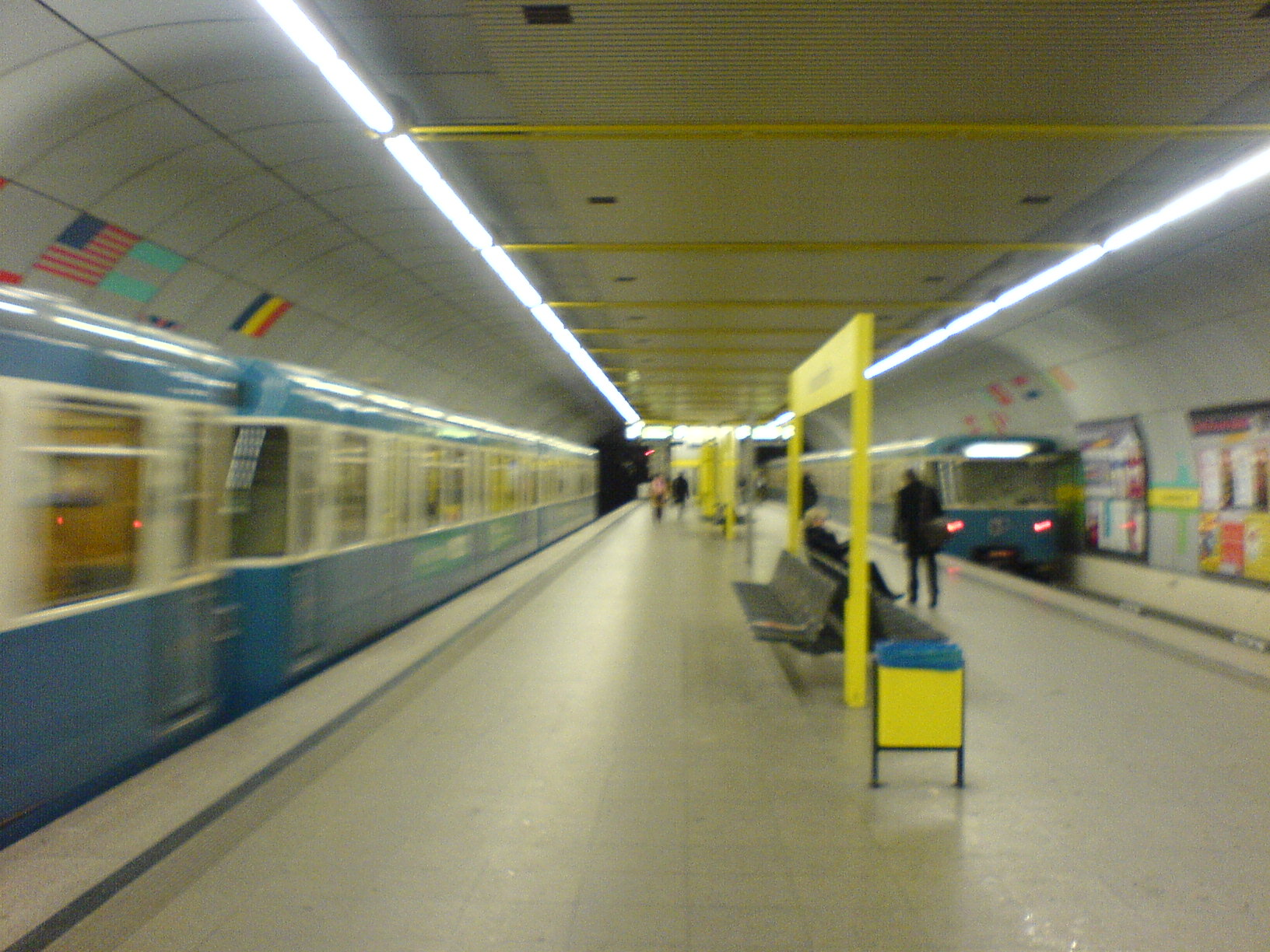

### Intermodalité
À proximité des arrêts de bus sont desservis par les lignes 53, 134, 153 et X30.